# アフリカクリケット連盟
アフリカクリケット連盟（アフリカクリケットれんめい、英語: Africa Cricket Association、略称：ACA）は、アフリカの各国・地域協会を統括する、国際クリケット評議会（ICC）傘下のクリケットの大陸連盟である。1997年に設立。事務局の所在地は南アフリカ共和国のベノニ。2023年現在、23の国・地域のクリケット協会が加盟している。

## 加盟国
加盟している国・地域は以下の通り。2023年11月現在。
| ICC正会員        |
| ---------------- |
| 南アフリカ共和国 |
| ジンバブエ       |
| ICC準会員        |
| ボツワナ         |
| カメルーン       |
| ガンビア         |
| ガーナ           |
| ケニア           |
| レソト           |
| マラウイ         |
| マリ             |
| モザンビーク     |
| ナミビア         |
| ナイジェリア     |
| ルワンダ         |
| セーシェル       |
| シエラレオネ     |
| セントヘレナ     |
| タンザニア       |
| ウガンダ         |
| ICC非加盟        |
| モーリシャス     |
| モロッコ         |
| スワジランド     |
| ザンビア         |